# ژان بتیست دو بو
ژان بتیست دو بو (به فرانسوی: Abbé Jean-Baptiste Du Bos) دوبو در پاریس تحصیل کرد و در سال ۱۶۸۸ مدرک کارشناسی ارشد و در سال ۱۶۹۲ مدرک کارشناسی الهیات را دریافت کرد. پس از تحصیل در الهیات، به حقوق عمومی و سیاست روی آورد. او در وزارت امور خارجه فرانسه مشغول به کار شد و در چندین مأموریت محرمانه شرکت کرد. پس از بازنشستگی از زندگی سیاسی، به تاریخ و ادبیات پرداخت. در سال ۱۷۲۰ به عضویت فرهنگستان فرانسه درآمد و در سال ۱۷۲۳ به عنوان دبیر دائمی آن منصوب شد.

## آثار
از مهم‌ترین آثار او می‌توان به تأملات انتقادی در باب شعر و نقاشی (۱۷۱۹) اشاره کرد که در آن به بررسی اصول زیبایی‌شناسی در هنر پرداخته است. همچنین، تاریخ انتقادی استقرار سلطنت فرانسه در گل (۱۷۳۴) از دیگر آثار برجسته اوست که در آن به تحلیل تاریخی تأسیس سلطنت فرانسه می‌پردازد.
دوبو در آثار خود به نقش احساس در هنر تأکید داشت و معتقد بود که هنر باید تأثیر عاطفی بر مخاطب داشته باشد. او همچنین به اهمیت نقد هنری و جایگاه آن در میان هنرها پرداخته است.

.